# Кубок Мітропи
Кубок Центральної Європи (фр. Coupe de l'Europe Centrale), відоміший як Кубок Мітропи (нім. Mitropapokal) — один з найстаріших міжнародних клубних футбольних турнірів, що проводився щорічно з 1927 року за участю представників низки європейських країн. До початку Другої Світової війни був одним з найпрестижніших європейських футбольних турнірів. У повоєнні роки був відновлений, однак не зміг повернути колишньої популярності і 1992 року припинив своє існування.
Неофіційна, однак найуживаніша назва турніру походить від німецькомовного слова Mitteleuropa, тобто Центральна Європа, а також відповідає назві компанії-спонсора змагання — німецької компанії Mitropa, оператора залізничних спальних вагонів, який надавав командам-учасницям турніру транспортні послуги.

## Історія

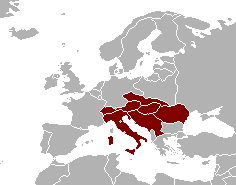
Країни-учасниці довоєнних розіграшів Кубка Мітропи.

На початку XX сторіччя одними з основних осередків розвитку футболу у континентальній Європі були міста Австро-Угорської імперії, провідні клуби яких з 1897 року розігрували між собою трофей під назвою Кубок виклику. Після розпаду імперії за результатами Першої Світової війни країни, що утворилися на її теренах, продовжували перебувати в авангарді розвитку цього виду спорту. Зокрема одні з перших професійних футбольних ліг у Європі були створені в Австрії (1924), Угорщині (1925) та Чехословаччині (1926).
З метою подальшої популяризації футболу, відновлення спортивних зв'язків в регіоні та фінансової підтримки професійних футбольних клубів Генеральний секретар Австрійського футбольного союзу Гуго Майсль виступив у липні 1927 року з низкою ініціатив щодо проведення міжнародних турнірів за участі збірних команд та окремих клубів центральноєвропейських країн. Однією з таких ініціатив був клубний турнір, що згодом став відомим під назвою Кубок Мітропи, перший розіграш якого розпочався вже у серпні того ж, 1927 року.
Першими учасниками турніру, що проходив за так званою олімпійською системою, стали по два клуби з Австрії, Угорщини, Чехословаччини та Югославії. Перемогу у першому розіграші Кубка Мітропи святкувала празька «Спарта», яка здолала у фіналі віденський «Рапід». Країни-учасниці перших розіграшів Кубка делегували до участі у ньому чемпіона країни та або переможця національного кубка, або команду, що фінішувала другою у чемпіонаті.
1929 року в переліку країн-учасниць турніру Італія змінила Югославію, у 1934 кількість команд, що представляли кожну з країн було збільшено до чотирьох. 1936 року до участі у турнірі були запрошені представники Швейцарії, а 1937 року крім тих же швейцарців ще й представники Румунії та Югославії. 1938 року участь у турнірі припинили команди з Австрії, яка втратила незалежність внаслідок аншлюсу. Останній довоєнний розіграш турніру у 1940 році не був проведений до кінця. До стадії фіналу дійшли угорський «Ференцварош» та румунський «Рапід» (Бухарест), однак фінальні матчі не відбулися через критичне погіршання взаємовідносин між країнами внаслідок вимушеної передачі Румунією під тиском нацистської Німеччини Північної Трансільванії до складу Угорщини.
Протягом 1940-х турнір не проводився через Другу світову війну та повоєнну відбудову. 1951 року відбувся перший подібний повоєнний турнір, що хоч і мав назву Кубок Центропи, однак зазвичай враховується до сукупної статистики Кубка Мітропи. З 1955 року було відновлене регулярне щорічне проведення Кубка Мітропи, який, втім, втратив рівень популярності довоєнного періоду через появу інших футбольних турнірів, насамперед започаткованого того ж 1955 року загальноєвропейського Кубка європейських чемпіонів.
З появою нових загальноєвропейських турнірів, зокрема Кубка володарів кубків у 1960 та Кубка УЄФА у 1971, престижність Кубка Мітропи дедалі зменшувалася. У 1980-х він остаточно перетворився на другорядний регіональний турнір, участь у якому брали переможці других за ієрархією футбольних ліг країн-учасниць.
Останнім переможцем турніру стала югославська команда «Борац» (Баня-Лука), яка виборола цей трофей у фінальному матчі 1992 року, що проходив у присутності менш ніж тисячі глядачів.

## Фіналісти
| Рік                     | Переможець           | Країна         | Рахунок                    | Країна                     | Фіналіст                   |
| ----------------------- | -------------------- | -------------- | -------------------------- | -------------------------- | -------------------------- |
| 1927                    | «Спарта» (Прага)     | Чехословаччина | 6-2, 1-2                   | Австрія                    | «Рапід» (Відень)           |
| 1928                    | «Ференцварош»        | Угорщина       | 7-1, 3-5                   | Австрія                    | «Рапід» (Відень)           |
| 1929                    | «Уйпешт»             | Угорщина       | 5-1, 2-2                   | Чехословаччина             | «Славія» (Прага)           |
| 1930                    | «Рапід» (Відень)     | Австрія        | 2-0, 2-3                   | Чехословаччина             | «Спарта» (Прага)           |
| 1931                    | «Фьорст» (Відень)    | Австрія        | 3-2, 2-1                   | Австрія                    | ВАК                        |
| 1932                    | «Болонья»            | Італія         | 2-0, 0-1                   | Австрія                    | «Фьорст» (Відень)          |
| 1933                    | «Аустрія» (Відень)   | Австрія        | 1-2, 3-1                   | Італія                     | «Інтер» (Мілан)            |
| 1934                    | «Болонья»            | Італія         | 2-3, 5-1                   | Австрія                    | «Адміра» (Відень)          |
| 1935                    | «Спарта» (Прага)     | Чехословаччина | 1-2, 3-0                   | Угорщина                   | «Ференцварош»              |
| 1936                    | «Аустрія» (Відень)   | Австрія        | 0-0, 1-0                   | Чехословаччина             | «Спарта» (Прага)           |
| 1937                    | «Ференцварош»        | Угорщина       | 4-2, 5-4                   | Італія                     | «Лаціо»                    |
| 1938                    | «Славія» (Прага)     | Чехословаччина | 2-2, 2-0                   | Угорщина                   | «Ференцварош»              |
| 1939                    | «Уйпешт»             | Угорщина       | 4-1, 2-2                   | Угорщина                   | «Ференцварош»              |
| 1940                    | «Ференцварош»        | Угорщина       | не відбувся                | Румунія                    | «Рапід» (Бухарест)         |
| 1941—1950 не проводився |                      |                |                            |                            |                            |
| 1951                    | «Рапід» (Відень)     | Австрія        | 3-2                        | Австрія                    | «Вакер» (Відень)           |
| 1955                    | «Ворош»              | Угорщина       | 6-0, 2-1                   | Чехословаччина             | УДА (Прага)                |
| 1956                    | «Вашаш» (Будапешт)   | Угорщина       | 3-3, 1-1, 9-2              | Австрія                    | «Рапід» (Відень)           |
| 1957                    | «Вашаш» (Будапешт)   | Угорщина       | 4-0, 1-2                   | Югославія                  | «Воєводина»                |
| 1958                    | «Црвена Звезда»      | Югославія      | 4-1, 3-2                   | Чехословаччина             | «Руда Гвезда»              |
| 1959                    | «Гонвед»             | Угорщина       | 4-3, 2-2                   | Угорщина                   | МТК (Будапешт)             |
| 1960                    | Угорщина             | Угорщина       |                            |                            |                            |
| 1961                    | «Болонья»            | Італія         | 2-2, 3-0                   | Чехословаччина             | «Нітра»                    |
| 1962                    | «Вашаш» (Будапешт)   | Угорщина       | 5-1, 1-2                   | Італія                     | «Болонья»                  |
| 1963                    | МТК (Будапешт)       | Угорщина       | 2-1, 1-1                   | Угорщина                   | «Вашаш» (Будапешт)         |
| 1964                    | «Спарта» (Прага)     | Чехословаччина | 0-0, 2-0                   | Чехословаччина             | «Слован» (Братислава)      |
| 1965                    | «Вашаш» (Будапешт)   | Угорщина       | 1-0                        | Італія                     | «Фіорентина»               |
| 1966                    | «Фіорентина»         | Італія         | 1-0                        | Чехословаччина             | «Єдинство»                 |
| 1967                    | «Спартак» (Трнава)   | Чехословаччина | 2-3, 3-1                   | Угорщина                   | «Уйпешт»                   |
| 1968                    | «Црвена Звезда»      | Югославія      | 0-1, 4-1                   | Чехословаччина             | «Спартак» (Трнава)         |
| 1969                    | «Інтер» (Братислава) | Чехословаччина | 4-1, 0-0                   | Чехословаччина             | «Скло»                     |
| 1970                    | «Вашаш» (Будапешт)   | Угорщина       | 1-2, 4-1                   | Чехословаччина             | «Інтер» (Братислава)       |
| 1971                    | «Челик»              | Югославія      | 3-1                        | Австрія                    | «Аустрія» (Зальцбург)      |
| 1972                    | «Челик»              | Югославія      | 0-0, 1-0                   | Італія                     | «Фіорентина»               |
| 1973                    | «Татабанья»          | Угорщина       | 2-1, 2-1                   | Югославія                  | «Челик»                    |
| 1974                    | «Татабанья»          | Угорщина       | 3-2, 2-0                   | Чехословаччина             | «Жилина»                   |
| 1975                    | «Вакер» (Інсбрук)    | Австрія        | 3-1, 2-1                   | Угорщина                   | «Гонвед»                   |
| 1976                    | «Вакер» (Інсбрук)    | Австрія        | 3-1, 3-1                   | Югославія                  | «Вележ»                    |
| 1977                    | «Воєводина»          | Югославія      | переможець групового етапу | переможець групового етапу | переможець групового етапу |
| 1978                    | «Партизан»           | Югославія      | 1-0                        | Угорщина                   | «Гонвед»                   |
| 1979 не проводився      |                      |                |                            |                            |                            |
| 1980                    | «Удінезе»            | Італія         | переможець групового етапу | переможець групового етапу | переможець групового етапу |
| 1981                    | «Татран»             | Чехословаччина | переможець групового етапу | переможець групового етапу | переможець групового етапу |
| 1982                    | «Мілан»              | Італія         | переможець групового етапу | переможець групового етапу | переможець групового етапу |
| 1983                    | «Вашаш» (Будапешт)   | Угорщина       | переможець групового етапу | переможець групового етапу | переможець групового етапу |
| 1984                    | «Айзенштадт»         | Австрія        | переможець групового етапу | переможець групового етапу | переможець групового етапу |
| 1985                    | «Іскра» (Бугойно)    | Югославія      | переможець групового етапу | переможець групового етапу | переможець групового етапу |
| 1986                    | «Піза»               | Італія         | 2-0                        | Угорщина                   | «Дебрецен»                 |
| 1987                    | «Асколі»             | Італія         | 1-0                        | Чехословаччина             | «Богеміанс 1905»           |
| 1988                    | «Піза»               | Італія         | 3-0                        | Угорщина                   | «Дунаканьяр-Вац»           |
| 1989                    | «Банік» (Острава)    | Чехословаччина | 2-1, 2-1                   | Італія                     | «Болонья»                  |
| 1990                    | «Барі»               | Італія         | 1-0                        | Італія                     | «Дженоа»                   |
| 1991                    | «Торіно»             | Італія         | 2-1                        | Італія                     | «Піза»                     |
| 1992                    | «Борац» (Баня-Лука)  | Югославія      | 1-1 по пен. (5-3)          | Угорщина                   | «Будапешт»                 |

## Склади переможців
Гравці команд-переможців, які брали участь у фінальних матчах.
Переможець 1927 року — «Спарта» (Прага, Чехословаччина):
воротар — Франтішек Гохманн;
захисники — Ярослав Бургр, Антонін Пернер;
півзахисники — Франтішек Коленатий, Карел Пешек (), Фердинанд Гайний;
нападники — Адольф Патек, Йозеф Шима, Йозеф Мислик, Йозеф Сильний, Йозеф Горейс.
Тренер — Джон Дік.
На попередніх етапах також грали Карел Стейнер, Йозеф Малоун і Евжен Веселий.
Переможець 1928 року — «Ференцварош» (Будапешт, Угорщина):
воротар — Ігнац Амшель;
захисники — Геза Такач, Янош Хунглер ();
півзахисники — Карой Фурманн, Мартон Букові, Елемер Беркеші;
нападники — Імре Коста, Йожеф Такач, Йожеф Турай, Ференц Седлачек, Вільмош Кохут.
Тренер — Іштван Тот.
На попередніх етапах також грали Анталь Ліка і Ізідор Ражо.
Переможець 1929 року — «Уйпешт» (Будапешт, Угорщина):
воротар — Янош Акнаї;
захисники — Карой Кеваго, Йожеф Фогль ();
півзахисники — Ференц Боршаньї, Янош Кевеш, Янош Віг;
нападники — Альберт Штрек, Іштван Авар, Іштван Месарош, Іллеш Шпітц, Габор Сабо.
Тренер — Лайош Баняї.
На попередніх етапах також грали Імре Коста, Імре Хармат і Рудольф Ветцер.
Переможець 1930 року — «Рапід» (Відень, Австрія):
воротар — Йозеф Бугала;
захисники — Леопольд Цейка, Роман Шрамзайс;
півзахисники — Карл Раппан, Йозеф Смістик, Йоганн Вана;
нападники — Віллібальд Кірбес, Франц Веселік, Маттіас Кабурек, Йоганн Луеф, Фердинанд Весели ().
Тренер — Едуард Бауер.
На попередніх етапах також грали Штефан Скоумаль і Франц Смістик.
Переможець 1931 року — «Фірст Вієнна» (Відень, Австрія):
воротар — Карл Горешовський;
захисники — Карл Райнер, Йозеф Блум ();
півзахисники — Віллібальд Шмаус, Леопольд Гофманн, Леонард Маху;
нападники — Антон Брозенбауер, Йозеф Адельбрехт, Фрідріх Гшвайдль, Густав Тегель, Франц Ердль.
Тренер — Фердинанд Фрітум.
На попередніх етапах також грали Леопольд Марат і Отто Каллер.
Переможець 1932 року — «Болонья» (Італія):
воротар — Маріо Джанні;
захисники — Еральдо Мондзельйо, Феліче Гаспері;
півзахисники — Маріо Монтесанто, Гастоне Бальді, Гастоне Мартеллі;
нападники — Бруно Маїні, Рафаель Сансоне, Анджело Ск'явіо (), Франсиско Федулло, Карло Регуццоні.
Тренер — Йожеф Надь.
На попередніх етапах також грали Альдо Донаті і Джерардо Оттані.
Переможець 1933 року — «Аустрія» (Відень, Австрія):
воротар — Йоганн Білліх;
захисники — Карл Граф, Вальтер Науш ();
півзахисники — Маттіас Наємник, Йоганн Мокк, Карл Галль, Карл Адамек;
нападники — Йозеф Мольцер, Йозеф Штро, Маттіас Сінделар, Камілло Єрусалем, Рудольф Фіртль.
Тренер — Йозеф Блум.
Переможець 1934 року — «Болонья» (Італія):
воротар — Маріо Джанні;
захисники — Еральдо Мондзельйо, Феліче Гаспері;
півзахисники — Маріо Монтесанто, Альдо Донаті, Джордано Корсі;
нападники — Бруно Маїні, Рафаель Сансоне, Анджело Ск'явіо (), Альдо Співак, Франсиско Федулло, Карло Регуццоні.
Тренер — Лайош Ковач.
На попередніх етапах також грали Діно Фйоріні, Гастоне Мартеллі, Франческо Окк'юцці і Маріо Пераццоло.
Переможець 1935 року — «Спарта» (Прага, Чехословаччина):
воротар — Богуміл Кленовець;
захисники — Ярослав Бургр (), Йозеф Чтиржокий;
півзахисники — Йозеф Коштялек, Ярослав Боучек, Еріх Србек, Людевіт Радо;
нападники — Фердінанд Фацзінек, Олдржих Заїчек, Раймон Брен, Олдржих Неєдлий, Геза Калочаї.
Тренер — Ференц Седлачек.
Переможець 1936 року — «Аустрія» (Відень, Австрія):
воротар — Рудольф Церер;
захисники — Карл Андріц, Карл Сеста;
півзахисники — Карл Адамек, Йоганн Мокк, Вальтер Науш ();
нападники — Франц Ріглер, Йозеф Штро, Маттіас Сінделар, Камілло Єрусалем, Рудольф Фіртль.
Тренери — Кальман Конрад, Вальтер Науш.
Переможець 1937 року — «Ференцварош» (Будапешт, Угорщина):
воротар — Йожеф Хада;
захисники — Шандор Татраї, Лайош Кораньї;
півзахисники — Бела Магда, Дьюла Польгар, Бела Секей, Дьюла Лазар;
нападники — Міхай Танцер, Дьюла Кіш, Дьордь Шароші (), Геза Тольді, Тібор Кемень.
Тренер — Еміль Раухмауль.
Переможець 1938 року — «Славія» (Прага, Чехословаччина):
воротар — Олекса Бокшай;
захисники — Карел Черний, Фердинанд Даучик ();
півзахисники — Карел Пруха, Кароль Даучик, Отакар Ножирш, Властиміл Копецький;
нападники — Ладислав Шимунек, Вацлав Горак, Йозеф Біцан, Войтех Брадач, Рудольф Витлачил, Бедржих Вацек.
Тренер — Ян Райхардт.
Переможець 1939 року — «Уйпешт» (Будапешт, Угорщина):
воротар — Ференц Сіклаї;
захисники — Дьюла Футо (), Єне Фекете;
півзахисники — Анталь Салаї, Дьордь Сюч, Іштван Балог;
нападники — Шандор Адам, Єне Вінце, Дьюла Женгеллер, Ліпот Каллаї, Геза Кочиш.
Тренер — Бела Гуттманн.
Переможець 1951 року — «Рапід» (Відень, Австрія):
воротар — Йозеф Мусіл;
захисники — Макс Меркель, Ернст Гаппель;
півзахисники — Альфред Тайнитцер, Герхард Ганаппі, Еріх Мюллер;
нападники — Роберт Кернер, Йоганн Ріглер, Леопольд Гернгардт, Еріх Пробст, Альфред Кернер.
Тренер — Ганс Пессер.
У півфіналі виступав воротар Вальтер Земан.